# 2018年冬季残疾人奥林匹克运动会克罗地亚代表团
2018年冬季残疾人奥林匹克运动会克罗地亚代表团是克罗地亚派出的2018年冬季残疾人奥林匹克运动会代表团。获得1枚金牌和1枚铜牌。